# Mord an James Bulger
James Patrick Bulger (* 16. März 1990 in Liverpool; † 12. Februar 1993 in Walton, Liverpool) war ein Kleinkind, das von zwei zehnjährigen Jungen ermordet wurde, nachdem sie es in Bootle entführt hatten. Das Verbrechen löste im Vereinigten Königreich Wut und großes Entsetzen aus und fand weltweit Aufmerksamkeit.

## Tathergang
Jon Venables und Robert Thompson schwänzten am 12. Februar 1993 die Schule. Im Bootle-Strand-Einkaufszentrum versuchten sie zunächst, ein anderes Kleinkind zu entführen: Sie konnten einen kleinen Jungen von seiner Mutter weglocken und waren gerade dabei, ihn aus dem Einkaufszentrum zu führen, als seine Mutter dessen Abwesenheit bemerkte, hinausrannte und es zurückrief. Dafür wurden die Jungen später wegen versuchter Entführung angeklagt. Die Klage wurde fallengelassen, da man sich nicht auf ein Urteil einigen konnte.
Am selben Nachmittag befand sich auch James Bulger aus dem nahen Ort Kirkby mit seiner Mutter im Einkaufszentrum. Sie war gerade durch ihren Einkauf an der Fleischtheke abgelenkt, als die zwei Jungen James binnen weniger Minuten an der Hand aus dem Fußgängerbereich hinausführten. Dieser Vorgang wurde um 15:42 Uhr von einer Überwachungskamera aufgenommen.
Die beiden entfernten sich mit James Bulger einen Kilometer vom Einkaufszentrum. Sie führten ihn u. a. an einen Kanal. Das ursprüngliche Vorhaben war, das Kleinkind ins Wasser zu werfen und somit ertrinken zu lassen. Dazu sollte James im Wasser sein eigenes Spiegelbild sehen, doch er hatte Angst und weigerte sich, sich nach vorne übers Wasser zu lehnen. Er wurde daraufhin auf den Boden geworfen, wodurch bei ihm Verletzungen an Kopf und Gesicht entstanden. Später, so konnte ein Zeuge beobachten, wurde James von einem der beiden Täter in die Rippen getreten, um ihn zum Weitergehen zu zwingen.
Während ihres „Spazierganges“ (James schrie immer wieder nach seiner Mutter) wurden die beiden Jungen und James von 38 Menschen gesehen, von denen sich manche an die Verletzungen am Kopf des Kleinkindes erinnerten und auch daran, dass der Kleine sehr verzweifelt dreinblickte. Andere wiederum berichteten, dass James glücklich aussah und lachte. Wahrscheinlich wechselten die Entführer zwischen Ablenkung und Gewaltanwendung hin und her. Einige Passanten stellten die beiden Älteren zur Rede. Diese jedoch behaupteten, dass sie nur auf ihren jüngeren Bruder aufpassten, und konnten ihren Weg fortsetzen. Sie gingen mit ihrem Opfer zu einer Bahnstrecke in der Nähe von Walton.
Dort warf einer der Jungen blaue Modellfarbe in James’ Gesicht. Sie traten ihm gegen den Kopf, bewarfen ihn mit Ziegelsteinen und schlugen ihn mehrfach mit einer zehn Kilogramm schweren Eisenstange. Um es wie einen Unfall aussehen zu lassen, legten sie James quer über die Bahngleise und bedeckten seinen Kopf mit Steinen. Zwei Tage später, am Valentinstag, wurde die Leiche entdeckt. Der pathologische Befund zeigte, dass der Junge bereits tot war, bevor sein Körper von einem Güterzug zerteilt wurde. Der von Jon und Robert völlig entkleidete Unterkörper des Kindes wurde einige Meter weit von dem Güterzug mitgeschleift. James erlitt bei dem Angriff 42 Verletzungen an Kopf und Körper, darunter zehn Schädelfrakturen. Die Kopfverletzungen waren so stark, dass der Pathologe nicht sagen konnte, welche die tödliche war. Alle Verletzungen wurden ihm zugefügt, als er noch lebte. Später konnte ermittelt werden, dass der Angriff von 17:30 Uhr bis 18:45 Uhr dauerte. Nur wenige Tage später wurden Thompson und Venables gefasst.
Untersuchungen bestätigten, dass dieselbe blaue Farbe an ihrer Kleidung auch an James’ Leiche gefunden worden war. Beide hatten Blut an ihren Schuhen; das an Jon Venables’ Schuh konnte durch DNS-Tests als das von James identifiziert werden.

## Gerichtsverhandlung
Nach ihrer Festnahme wurden die beiden nur Kind A (Thompson) und Kind B (Venables) genannt. Der Bekanntheitsgrad dieses Mordfalles sorgte jedoch dafür, dass nach relativ kurzer Zeit auch ihre Namen bekannt wurden. Die Veröffentlichung der Verbrecherfotos, die während der ersten Befragung entstanden, schockte die Öffentlichkeit. Die Bilder zeigten zwei ängstliche Kinder. Vielen fiel es schwer, zu glauben, dass ein solches Verbrechen von zwei so jungen Tätern verübt worden war.
500 verärgerte Demonstranten versammelten sich während der ersten Anhörung vor dem South Senfton Magistrates Court. Die Eltern der Angeklagten tauchten wegen Morddrohungen in verschiedenen Landesteilen unter und mussten neue Identitäten annehmen.
Die Hauptverhandlung fand im Preston Crown Court statt. Sie wurde wie eine Gerichtsverhandlung für Erwachsene geführt. Die Angeklagten saßen abseits von ihren Eltern auf der Anklagebank. Richter und Staatsbeamte erschienen im vollen Ornat. Beide Jungen saßen mit ihren Sozialarbeitern auf erhöhten Stühlen (damit sie über die für sie zu hohe Anklagebank sehen konnten) gut sichtbar vor dem Gericht. Die Nachrichten berichteten sehr oft über das Verhalten der beiden, da diese von der Presse sehr gut zu sehen waren. Dieser Aspekt wurde später vom Europäischen Gerichtshof für Menschenrechte kritisiert, der diese Verhandlung als unangemessen verurteilte.
Die Jungen brachten keinerlei Beweise zu ihrer Entlastung bei und wurden schuldig gesprochen. Ihre Strafe, lebenslang, sollten sie in einer Jugendstrafanstalt absitzen. Richter Morland legte fest, dass sie mindestens acht Jahre hinter Gittern verbringen sollten.
Über 300.000 Menschen unterschrieben eine Petition, die von Innenminister Michael Howard forderte, die Strafe weiter zu erhöhen. Daraufhin erhöhte Howard die Strafe auf 15 Jahre Freiheitsentzug. Die stieß auf Kritik, weil Howard anscheinend Vorteile für seine Karriere aus diesem Fall ziehen wollte. 1997 wurde diese Entscheidung vom House of Lords als rechtswidrig aufgehoben.
Im Oktober 2000 wurde die Mindeststrafe wegen guter Führung beider Täter nochmals auf acht Jahre verkürzt, womit das ursprüngliche Strafmaß wiederhergestellt war.

## Revision und Entlassung
Im Jahr 1999 beantragten die Anwälte von Venables und Thompson vor dem Europäischen Gerichtshof für Menschenrechte Revision: Die Gerichtsverhandlung sei nicht objektiv gewesen, da die beiden zu jung gewesen seien, um die Vorgänge in einer Gerichtsverhandlung für Erwachsene zu verstehen. Weiterhin behaupteten sie, dass die Intervention durch Howard die „Stimmung aufgeheizt“ habe und dadurch eine gerechte Verhandlung unmöglich gemacht worden sei. Das Gericht entschied zugunsten der beiden Jungen.
Diese Entscheidung des Europäischen Gerichtshofes führte dazu, dass der neueingesetzte Lord Chief Justice, Lord Woolf, die Strafe der beiden erneut auf das Mindestmaß festsetzte. Im Oktober 2000 setzte er sich dafür ein, das Strafmaß von zehn auf acht Jahre zu reduzieren und fügte hinzu, dass Jugendstrafanstalten einen äußerst schlechten Einfluss auf die Jugendlichen hätten.
Im Juni 2001, nach einer sechsmonatigen Revisionsverhandlung, entschied der Bewährungsausschuss, dass beide keine Gefahr mehr für die Gesellschaft darstellten und jetzt, nach dem Verbüßen der Minimalstrafe, entlassen werden könnten. Diese Entscheidung wurde vom Innenminister David Blunkett bestätigt und die beiden kamen frei. Beide standen weiterhin unter der life license, die ihre sofortige Wiedereinweisung ins Gefängnis ermöglichen sollte, sobald sie als Gefahr für die Öffentlichkeit angesehen würden.
Die Manchester Evening News veröffentlichte die Namen der Strafanstalten, in denen beide inhaftiert waren, und löste damit heftige Diskussionen aus. Es handelte sich vielleicht auch um eine Verletzung der 2001 erneuerten einstweiligen Verfügung gegen Veröffentlichungen von Einzelheiten dieses Falles. Im Dezember wurde die Zeitung der „Missachtung des Gerichtes“ für schuldig befunden und zu einer Geldstrafe von 30.000 Pfund und zur Übernahme der Gerichtskosten in Höhe von 120.000 Pfund verurteilt.
Diese einstweilige Verfügung galt allerdings nur in England und Wales. Zeitungen aus Schottland oder anderen Ländern konnten legal über den Verbleib der Jungen berichten. Es wurde erwartet, dass ihre Identitäten und Aufenthaltsorte bald durch das Internet bekannt werden würden. Im Juni 2001 wurde Venables’ Mutter mit den Worten zitiert, sie erwarte, dass ihr Sohn ein paar Wochen nach seiner Freilassung sterben werde. Ihre Anwälte behaupteten, dass Mrs. Venables nie eine solche Aussage gemacht habe, und reichten formelle Beschwerde bei der Pressebeschwerdestelle ein. Ihre angebliche Aussage hatte sich bis dahin aber in der Presse schon verbreitet. Mehrere Personen wurden in der Folgezeit tatsächlich verdächtigt, Jon Venables zu sein, und erhielten Morddrohungen. Im August 2012 erhängte sich ein 36-jähriger Brite, nachdem Gerüchte in Umlauf gelangt waren, er sei Robert Thompson.

## Verbleib
Im Jahr 2006 wurde bekannt, dass Thompson eine Freundin hatte, die nichts von seiner Vorgeschichte wusste und von ihm ein Kind erwartete. Dies löste einen Skandal aus, da viele die Meinung vertraten, die junge Frau habe das Recht, über die Vergangenheit ihres Freundes informiert zu werden.
Im März 2010 wurde der 27-jährige Jon Venables erneut verhaftet und dessen lebenslange Bewährung widerrufen. Trotz der gegenteiligen Auffassung des Innenministers Alan Johnson verweigerte der damalige Justizminister Jack Straw Angaben über die Gründe für die erneute Verhaftung. Am 22. Juni 2010, nun unter der Regierung von David Cameron, wurde bekannt, dass Venables wegen des Besitzes von kinderpornografischem Material verhaftet wurde. Er soll 57 einschlägige Bilder aus dem Internet heruntergeladen und über ein Filesharing-Netzwerk weiterverbreitet haben. Im Juli 2010 wurde er wegen Besitzes und Weiterverbreitens von Kinderpornografie zu zwei Jahren Haft verurteilt. Ein Bewährungsantrag wurde im Juni 2011 abgelehnt. Im November 2011 wurde bekannt, dass Venables in Sicherungsverwahrung bleiben und keine zweite neue Identität erhalten werde. Laut Angaben der Daily Mail geschehe dies zu seinem eigenen Schutz, da man ihm nach den Erfahrungen der Vergangenheit nicht zutraue, seine Identität erneut geheim zu halten.
Im Juli 2013 wurde die Entscheidung bekanntgegeben, Jon Venables aus der Haft zu entlassen. James Bulgers Eltern äußerten sich entsetzt darüber.
Im Februar 2018 wurde Venables von einem britischen Gericht wegen des erneuten Besitzes und der Verbreitung von Kinderpornografie zu einer Haftstrafe von drei Jahren und vier Monaten verurteilt. Er gab zu, mehr als 1.000 kinderpornografische Bilder und eine Anleitung zum Kindesmissbrauch besessen zu haben. Der Richter bezeichnete die Bilder, die den Missbrauch kleiner Jungen zeigen, als herzzerreißend für jeden gewöhnlichen Menschen.
Im Juni 2019 wurde bekannt, dass die britische Regierung erwägt, Venables aus Großbritannien auszuweisen und in ein anderes Land abzuschieben; im Gespräch seien Kanada, Australien und Neuseeland. Der Grund hierfür sei, dass es aufgrund der überragenden Bekanntheit des Kriminalfalls in Großbritannien zunehmend schwierig sei, seine Identität geheim zu halten; die britische Regierung hatte bis dahin bereits 65.000 £ an Anwalts- und Gerichtskosten zum Schutz von Venables’ Identität ausgegeben. Die neuseeländische Premierministerin Jacinda Ardern protestierte umgehend gegen diese Pläne.

## Mögliche Erklärungen

### Gewaltvideos
Ein Aspekt dieses Falles zog großes Medieninteresse auf sich: Die Frage, ob sich Venables und Thompson in den Wochen und Monaten vor dem Mord gewalttätige Filme angesehen hatten und ob die Filme dazu beigetragen haben, dass die beiden diese Tat verübten. Der Richter erwähnte, dass ein Vater eine riesige Sammlung solcher Gewaltvideos besaß und dass die beiden möglicherweise Zugang zu diesen Videos hatten. Die Zeitung The Sun behauptete, dass sie den Film Chucky 3 gesehen hätten, und druckte ein ganzseitiges Bild der mordenden Puppe aus dieser Filmreihe auf ihrer Titelseite ab. Allerdings wurden während der Verhandlung der Jury keine Beweise dafür vorgelegt, dass die Kinder solche Filme gesehen hatten. Trotzdem löste der Fall eine landesweite Debatte darüber aus, ob die Gewalt in den Medien noch zu tolerieren sei. Obwohl infolge dieser Diskussion kein Film verboten wurde, strichen einige Videoverleihketten freiwillig Chucky 3 und die anderen Titel, die The Sun genannt hatte, aus ihrem Programm. In Deutschland fiel die Pay-TV-Verwertung von Chucky 3 in die unmittelbare Zeit nach dem Mordfall. Die Diskussion um einen Zusammenhang ging auch hier so weit, dass der Jugendschutzbeauftragte von Premiere die Erstausstrahlung in einer kurzen Stellungnahme vor Beginn des Films rechtfertigte.
Anfang 1994 beauftragte der Abgeordnete David Alton eine Studie über Gewaltvideos und den Schutz von Minderjährigen, um seinen Vorschlag zur Änderung des Criminal Justice Bill mit Argumenten zu unterfüttern. Die von Elizabeth Newson durchgeführte Studie stützte sich vornehmlich auf andere Studien aus der ganzen Welt und kam zu dem Schluss, dass zwischen der Gewalt in Videos und der realen Gewalt ein enger Zusammenhang bestehe. Sie stellte fest, dass dieser Zusammenhang im Allgemeinen nicht zwingend dafür spreche, dass solche Videos auch der Auslöser von Gewalt seien, doch in diesem speziellen Fall sei der Auslösecharakter der Videos gegeben, schrieb Newson. Die Verfahrensweise dieser Studie kam seitens der Gegner Altons unter starken Beschuss.

### Soziale und familiäre Situation
Manche sahen die Ursache des Verhaltens von Venables und Thompson in ihrer Familiensituation oder ihren Lebensumständen. Beide wohnten in einer der heruntergekommensten Gegenden Englands. Das Liverpool Echo beschrieb die Stadt zur Zeit des Mordes als „eine ausgeblutete Stadt […] Die Wirtschaft der Region lag am Boden und die Arbeitslosigkeit stieg ins Unermessliche“. Eine Studie der Ofsted (Office for Standards in Education, Children’s Services and Skills) über die Schulen Liverpools merkte an, dass „die Stadt Liverpool die ärmste des ganzen Landes“ sei.
Nach dem Mord wurden die Mütter der beiden Jungen – Susan Venables und Ann Thompson – wiederholt auf der Straße tätlich angegriffen und in der Presse verunglimpft.
Thompsons Vater hatte seine Frau und fünf Kinder verlassen; ein Jahr später brannte das Haus der Familie nieder. Ann Thompson litt unter schwerer Alkoholsucht und war mit der Beaufsichtigung ihrer Kinder überfordert. Mitschriften einer NSPCC-Konferenz beschreiben die Familiensituation als „entsetzlich“. Die Kinder „bissen, schlugen und quälten sich gegenseitig“. Als weiterer Vorfall wurde in diesem Bericht aufgeführt, dass Philip (das dritte der Kinder) seinen älteren Bruder Ian mit einem Messer bedrohte. Ian wollte daraufhin in ein Kinderheim aufgenommen werden. Als er wieder zu seiner Familie zurückkehren musste, versuchte er, sich mit Schmerzmitteln das Leben zu nehmen. Auch Ann und Robert hatten zuvor schon versucht, Suizid zu begehen.
Jon Venables’ Familie war hingegen weitaus weniger zerrüttet. Seine Eltern hatten sich zwar auch getrennt, wohnten aber nicht weit voneinander entfernt. Zwei Tage pro Woche lebte Jon bei seinem Vater. Sein älterer Bruder und seine jüngere Schwester litten beide unter Lernbehinderungen, die so ausgeprägt waren, dass sie Sonderschulen besuchen mussten. Jon selbst war hyperaktiv und hatte in der Schule versucht, einen anderen Jungen während eines Handgemenges zu erwürgen. 1987 wurde die Polizei zu Susan Venables’ Haus gerufen, weil sie ihre Kinder (damals drei, fünf und sieben Jahre alt) drei Stunden alleine im Haus gelassen hatte. Polizeiprotokolle über diesen Vorfall beschreiben Susans „schwere Depressionen“ und Selbsttötungstendenzen.

### Zusammenspiel verschiedener Ursachen
1998 wurde eine weitere Studie zum Thema Gewaltvideos veröffentlicht, die vom Innenministerium 1995 als Antwort auf die wachsende Angst seit dem Mordfall Bulger in Auftrag gegeben worden war. Die Herausgeber dieser Studie, Dr. Kevin Browne und Amanda Pennell von der Universität Birmingham, hoben den Zusammenhang zwischen einem gewalttätigen Elternhaus und auffälligem Verhalten hervor:
Unsere Forschungen können nicht beweisen, dass Gewaltvideos Verbrechen verursachen. Sie unterstreichen aber den großen Einfluss, den die Familiensituation und die eigene Persönlichkeit auf die Bewertung der Auswirkungen von Gewalt in Filmen hat.
Die Studie legt nahe, dass Menschen aus einem gewalttätigen Elternhaus dazu neigen, selbst gewalttätig zu werden und sehr wahrscheinlich gewalttätige Filme und Darsteller bevorzugen. Eine verzerrte Wahrnehmung gewalttätiger Handlungen, geringes Einfühlungsvermögen und eine schlechte moralische Entwicklung leisten der Übernahme gewalttätiger Verhaltensmuster und der Vorliebe für Gewaltfilme Vorschub.

## Nachwirkung

### Gedenken
- Die Sacred Heart Primary School in Kirkby eröffnete einen Gedenkgarten für James Bulger. Er hätte diese Schule besucht, wenn er nicht getötet worden wäre.

### Filme und Romane
- Der Film Boy A aus dem Jahr 2007 weist mehrere Parallelen zu dem Mordfall James Bulger auf.
- Im Jahr 2010 erschien der Kriminalroman Wer dem Tode geweiht der amerikanischen Schriftstellerin Elizabeth George. Die in diesem Roman dargestellte Tötung des zweijährigen Kleinkindes John Dresser durch drei elf- bis zwölfjährige Kinder enthält viele Parallelen zur Ermordung von James Bulger.
- Die polnische Produktion Playground aus dem Jahr 2016 weist vor allem gegen Filmende Realitätsnähe zu den Ereignissen auf. Der Film erschien in Deutschland 2018 als Originalfassung mit Untertiteln in der Reihe Kino kontrovers.
- Der oscarnominierte irische Kurzfilm In Gewahrsam von 2018 stellt anhand von realen Protokollen die Verhöre der beiden Täter nach.

### Musik
- Der 3. Satz (Elegia) des 1994 uraufgeführten Flötenkonzerts des amerikanischen Komponisten Christopher Rouse ist James Bulger gewidmet.[18]
- Die irische Band The Cranberries veröffentlichte 1994 mit The Icicle melts ein Lied über den Fall James Bulger.